# Bosanci (župa Sučava)
Bosanci je rumunská obec v župě Sučava. V roce 2011 zde žilo 6 719 obyvatel. Obec se skládá ze dvou částí.

## Části obce
- Bosanci – 6 304 obyvatel
- Cumpărătura – 415 obyvatel